# Recopa de la AFC 1997-98
La Recopa de la AFC 1997/98 es la octava edición de este torneo de fútbol a nivel de clubes de Asia organizado por la AFC y que contó con la participación de 29 equipos campeones de copa de sus respectivos países, 3 equipos más que en la edición anterior.
El Al-Nassr de Arabia Saudita venció al Suwon Samsung Bluewings de Corea del Sur en la final disputada en Riad, Arabia Saudita para proclamarse campeón del torneo por primera vez.

## Primera Ronda

### Asia Occidental
| Equipo 1         | Agr.     | Equipo 2            | Ida | Vuelta |
| ---------------- | -------- | ------------------- | --- | ------ |
| Kairat Almaty    | 4-2      | Vakhsh Qurghonteppa | 3-0 | 1-2    |
| Köpetdag Aşgabat | 6-3      | Neftchi Farg'ona    | 4-0 | 2-3    |
| Al Shabab        | 4-31     | Al Ahli Hudayda     | 2-0 | 2-3    |
| Al Nejmeh        | 0-3      | Al Ittihad          | 0-0 | 0-3    |
| Bahrain          | 4-5      | Kazma               | 2-3 | 2-2    |
| Seeb             | 3-4      | Al Shorta           | 3-2 | 0-2    |
| Bargh Shiraz     | bye      |                     |     |        |
| Al-Nassr         | bye      |                     |     |        |
| AiK Bishkek      | abandonó |                     |     |        |

1 ambos partidos se jugaron en los Emiratos Árabes Unidos.

### Asia Oriental
| Equipo 1                | Agr.  | Equipo 2       | Ida | Vuelta |
| ----------------------- | ----- | -------------- | --- | ------ |
| East Bengal             | 11-0  | Tribhuvan Club | 8-0 | 3-0    |
| Old Benedictines        | 0-8   | Abahani KC     | 0-5 | 0-3    |
| Beijing Guoan           | 12-01 | New Radiant    | 4-0 | 8-0    |
| Instant Dict            | 3-6   | SAF FC         | 2-3 | 1-3    |
| Suwon Samsung Bluewings | 9-1   | Hai Quan       | 5-1 | 4-0    |
| Royal Thai Air Force    | 2-1   | Melaka Telekom | 0-0 | 2-1    |
| Verdy Kawasaki          | bye   |                |     |        |
| PSM Makassar            | bye   |                |     |        |

1 ambos partidos se jugaron en China, la ida en Pekín, y la vuelta en Wenzhou.

## Segunda Ronda

### Asia Occidental
| Equipo 1      | Agr.     | Equipo 2         | Ida | Vuelta |
| ------------- | -------- | ---------------- | --- | ------ |
| Kairat Almaty | 3-3 (v.) | Köpetdag Aşgabat | 3-1 | 0-2    |
| Al Shabab     | (w/o)1   | Al-Nasr          |     |        |
| Bargh Shiraz  | 2-3      | Al Shorta        | 1-1 | 1-2    |
| Al Ittihad    | 1-02     | Kazma            | 1-0 | 0-0    |

1 Al Shabab abandonó el torneo 

2 Ambos partidos se jugaron en Qatar

### Asia Oriental
| Equipo 1             | Agr. | Equipo 2                | Ida | Vuelta |
| -------------------- | ---- | ----------------------- | --- | ------ |
| Royal Thai Air Force | 1-2  | PSM Makassar            | 1-2 | 0-0    |
| SAF FC               | 0-8  | Suwon Samsung Bluewings | 0-2 | 0-6    |
| Abahani KC           | 0-3  | Beijing Guoan           | 0-1 | 0-2    |
| Verdy Kawasaki       | 5-3  | East Bengal             | 5-2 | 0-1    |

## Cuartos de final

### Asia Occidental
| Equipo 1         | Agr. | Equipo 2   | Ida | Vuelta |
| ---------------- | ---- | ---------- | --- | ------ |
| Köpetdag Aşgabat | 5-1  | Al Shorta  | 4-0 | 1-1    |
| Al-Nassr         | 3-2  | Al Ittihad | 0-0 | 3-2    |

### Asia Oriental
| Equipo 1       | Agr. | Equipo 2                | Ida | Vuelta |
| -------------- | ---- | ----------------------- | --- | ------ |
| Verdy Kawasaki | 0-3  | Beijing Guoan           | 0-2 | 0-1    |
| PSM Makassar   | 0-13 | Suwon Samsung Bluewings | 0-1 | 0-12   |

## Semifinales
Todos los partidos se jugaron en Riad, Arabia Saudita.
| 10 de abril de 1998 | Al-Nassr                                 | 2–1 | Köpetdag Aşgabat | King Fahd International Stadium, Riad, Arabia Saudita |  |
|                     | Obeid Al-Dosari 10' · Majed Abdullah 39' |     | Magdiýew 79'     |                                                       |  |

| 10 de abril de 1998 | Beijing Guoan | 0–5 | Suwon Samsung Bluewings                                                | King Fahd International Stadium, Riad, Arabia Saudita |  |
|                     |               |     | Olariu 36' · Lee Ki-Hyung 58' · Park Kun-Ha 73' (p) 84' · Cho Hyun 90' |                                                       |  |

## Tercer lugar
| Equipo 1      | Resultado | Equipo 2         |
| ------------- | --------- | ---------------- |
| Beijing Guoan | 4-1       | Köpetdag Aşgabat |

## Final
| 12 de abril de 1998 | Al-Nassr            | 1–0 | Suwon Samsung Bluewings | King Fahd International Stadium, Riad, Arabia Saudita |  |
|                     | Hristo Stoichkov 9' |     |                         |                                                       |  |

## Campeón
| Recopa de la AFC 1997/98  |
| ------------------------- |
| Bandera de Arabia Saudita |
| Al-Nassr 1.er título      |